# Santa Fe (Leyte)
Santa Fe è una municipalità di quinta classe delle Filippine, situata nella Provincia di Leyte, nella Regione di Visayas Orientale.
Santa Fe è formata da 20 baranggay:
- Baculanad
- Badiangay
- Bulod
- Catoogan
- Cutay
- Gapas
- Katipunan
- Milagrosa
- Pilit
- Pitogo
- San Isidro
- San Juan
- San Miguelay
- San Roque
- Tibak
- Victoria
- Zone 1 (Pob.)
- Zone 2 (Pob.)
- Zone 3 (Pob.)
- Zone 4 Pob. (Cabangcalan)